# Rosaire Chalifour
Pour les articles homonymes, voir Chalifour.
Rosaire Chalifour (Saint-Casimir, Québec, 5 avril 1902 - Donnacona, Québec, 28 octobre 1972) est un homme politique québécois. Il a été député de la circonscription de Portneuf pour l'Union nationale de 1953 à 1960.

## Biographie
Lieutenant dans les forces armées en 1922, il quitta le service pour travailler comme registrateur adjoint au Bureau d'enregistrement de Portneuf de 1929 à 1939. Il réintégra l'armée à titre d'attaché au service de sélection du personnel en 1943, jusqu'à sa démobilisation en 1946. Il se lança ensuite dans le commerce d'automobiles et se porta acquéreur d'un garage l'année suivante, le Garage Best Auto.
Il se présente comme candidat conservateur dans Portneuf aux élections fédérales de 1949, sans succès. Il fut élu député de l'Union nationale lors de l'élection partielle du 9 juillet 1953, tenue à la suite du décès de Bona Dussault le 29 avril précédent. Il perd son siège en 1960 et se représente à nouveau en 1962, sans succès.
Après sa carrière politique, il est propriétaire, président et éditeur du journal Portneuf-Presse de 1961 à 1972.